# Johann Gottlieb Fleischer

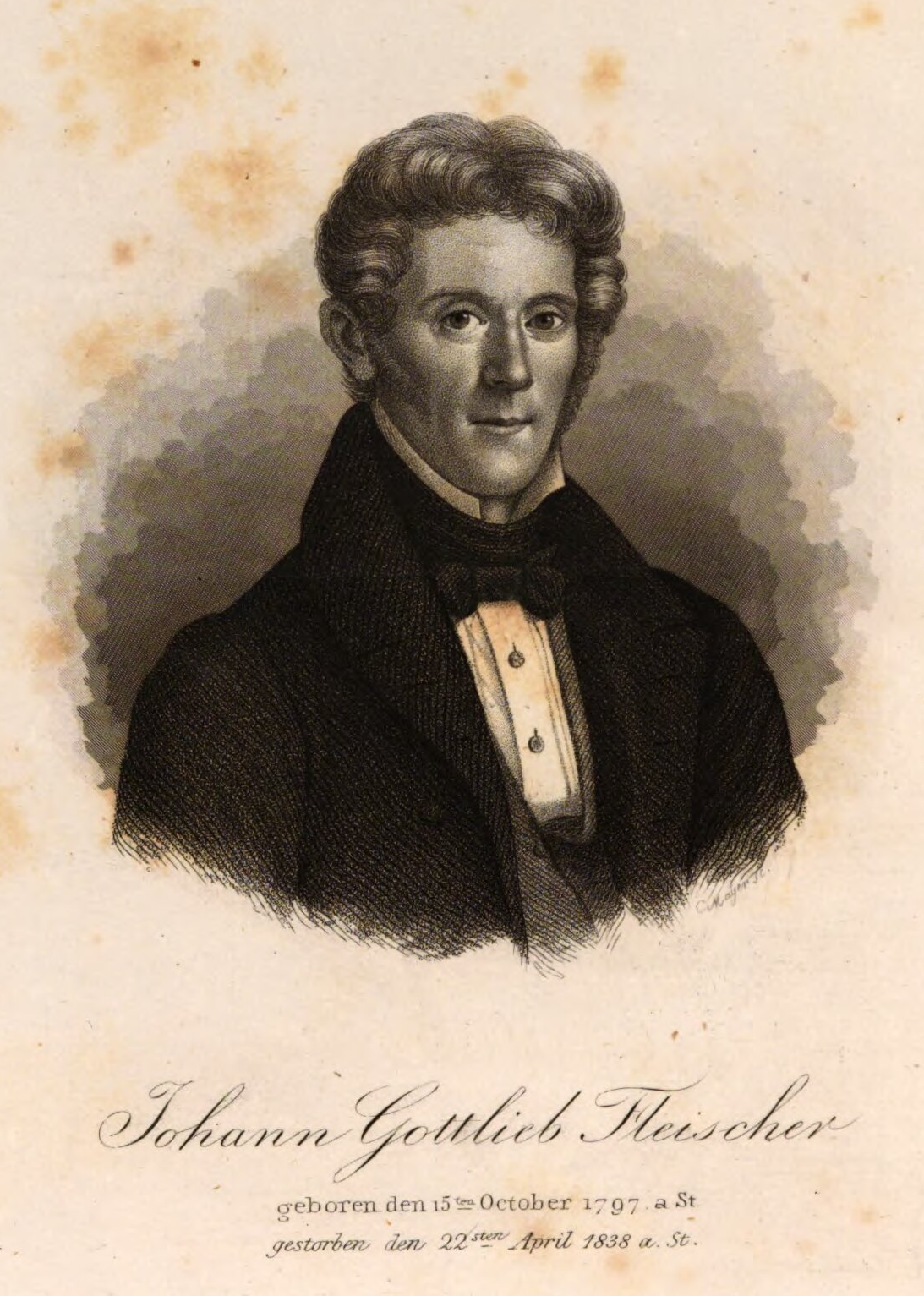
Johann Gottlieb Fleischer (1853)

Johann Gottlieb Fleischer, auch Johann Gottlieb von Fleischer, russisch Иоганн Готтлиб Флейшер (* 15. Oktober 1797 in Mitau; † 22. April 1838 ebenda), war ein deutschbaltischer Mediziner, Ornithologe und Botaniker.

## Leben
Fleischer war der Sohn eines Kupferschmiedemeisters, besuchte das Gymnasium Mitau und studierte ab 1817 bis 1821 Medizin an der Kaiserlichen Universität Dorpat, an der er 1822 promoviert wurde (Aneurysmatis varicosi complicati historia). Er arbeitete danach als niedergelassener Arzt  in Mitau, am dortigen Stadthospital und später für die Anstalten des Kollegiums der Allgemeinen Fürsorge, deren Kollegien-Assessor er 1832 wurde. Er starb an Tuberkulose.
Mit Emanuel Lindemann (1795–1845) veröffentlichte er eine Monographie der Flora der baltischen Ostseeprovinzen (die er noch auf dem Sterbebett vollendete), in zweiter Auflage von  A. Bunge bearbeitet. Als Ornithologe verfasste er die Erstbeschreibung des Rötelfalken, den er 1818 nach seinem Freund Johann Andreas Naumann benannte, dem Vater des Ornithologen Johann Friedrich Naumann.
Er war Mitglied der Moskauer Kaiserlichen Gesellschaft der Naturforscher und der Kurländischen Gesellschaft für Literatur und Kunst. 1830 besuchte er die Versammlung deutscher Naturforscher in Hamburg.
Sein Herbarium mit 7500 Pflanzen und seine Käfersammlung gingen an das Kurländische Provinzmuseum.

## Schriften
- Enumeratio Plantarum phanerogamicarum in Curonia, Livonia Esthoniaque observatarum, Moskau 1829
- Systematisches Verzeichnis der in den Ostseeprovinzen bis jetzt bekanntgewordenen Phanerogamen, mit Angabe der gebräuchlichen Deutschen, Lettischen und Estnischen Benennungen, Mitau 1830
- mit E. Lindemann: Flora der deutschen Ostseeprovinzen Esth-, Liv- und Kurland, Mitau, Leipzig 1839, Biodiversity Library, Archive
- mit A.  Bunge:  Flora von Esth-, Liv- und Kurland, Mitau, Leipzig 1853